# Rhopalocranellus
Rhopalocranellus is een geslacht van hooiwagens uit de familie Manaosbiidae.
De wetenschappelijke naam Rhopalocranellus is voor het eerst geldig gepubliceerd door Roewer in 1925. 

## Soorten
Rhopalocranellus is monotypisch en omvat slechts de volgende soort:
- Rhopalocranellus festae